# Kaokoland
Kaokoland – bantustan w Afryce Południowo-Zachodniej, utworzony w 1964 roku dla Himba. Jego stolicą było Opuwo.
Bantustan obejmował obszar 48 982 km², zamieszkany przez 5000 ludzi.
W Kaokolandzie nie został nigdy powołany żaden rząd.
Bantustan został zlikwidowany w maju 1989.